# 奧爾德伊斯塔博加
奧爾德伊斯塔博加（英語：Old Eastaboga）是位於美國阿拉巴馬州塔拉迪加縣的一個非建制地區。該地的面積和人口皆未知。

## 地理
奧爾德伊斯塔博加的座標為33°35′11″N 86°01′18″W / 33.58639°N 86.02167°W，平均海拔为171米（561英尺）。